# 残侠子守唄
「残侠子守唄」（ざんきょうこもりうた）は、美空ひばりのシングル。1983年11月1日に日本コロムビアから発売された。

## 概要
- 本曲は同日に発売された同名アルバムからのシングルカットであり、「任侠の世界を描いたせりふ入りの唄」というコンセプトのもとに作られた[2]。
- この当時はカラオケが流行り始めており、せりふ入りの歌は人気があり、ひばりの男歌はファンの間でも人気が高かった。だが、ひばりが「お兄ちゃん」と呼び慕っていた鶴田浩二の1971年のヒット曲・傷だらけの人生に曲のパターンが似ていたことから、ひばり本人が歌う事に難色を示した。当時のコロムビアの制作部のひばり担当であった境弘邦の説得にも、亡き母・喜美枝に変わってプロデューサーとして姉を支えていた弟・かとう哲也の言葉にも耳を貸そうとしなかった[2]。
- そんな折に哲也が体調を崩して入院し、境は哲也に病床からも説得を続けてもらうよう頼んだが、哲也の体調面の事もあり、ひばりに直接レコーディングだけでもして欲しいと直談判をした。流石のひばりも根負けし、レコーディングをすることを承諾。出来映えは境のイメージ通りに出来上がっており、最終的にはひばりもシングル化を許可した。
- その後、同年10月23日放送のフジテレビ「夜のヒットスタジオ」にて本曲を初披露した。境は入院中の哲也を訪ね、番組が放送されること、また感想を聞かせて欲しい旨を伝えたが、翌24日に哲也は心不全のため42歳の若さでこの世を去った。病室にて番組を観ていた哲也は付き添いの人に「なかなか味があっていいね。あれはやってよかったよ。」と境に伝えるよう頼んでいたというが、結果的に哲也のプロデュース作品としては、本曲が最後になってしまった。プロデューサーとして、またひばりプロダクションの社長として、本格的に活躍しようとしていた矢先の死であり、弟の死を聞いたひばりは半狂乱になって亡骸に覆い被さりながら号泣していたという。
- 1984年には、本シングルの2曲に、新しく吹き込んだカバー曲8曲を含めたアルバム「残侠子守唄～'84有線ヒット」も発売された。

## 収録曲
両曲共 編曲：斉藤恒夫
1. 残侠子守唄
  - 作詞：たかたかし、作曲：弦哲也
2. 人生吹きだまり
  - 作詞：やしろよう、作曲：伊藤雪彦

## アルバム「残侠子守唄」収録曲（1983年11月1日発売）
1. 残侠子守唄
2. しのぶ
3. 花しぐれ
4. 夕霧草
5. 木場の女
6. 人生吹きだまり
7. 湯の宿
8. 酒酔草
9. 霧の東京
10. 人生松竹梅

## アルバム「残侠子守唄～'84有線ヒット」（1984年3月21日発売）
1. 残侠子守唄
2. 矢切の渡し（ちあきなおみ・細川たかしのカバー）
3. 釜山港へ帰れ（チョー・ヨンピルのカバー）
4. まわり道（琴風豪規のカバー）
5. さざんかの宿（大川栄策のカバー）
6. 人生吹きだまり
7. 冬桜（森進一のカバー）
8. 細雪（五木ひろしのカバー）
9. 兄弟船（鳥羽一郎のカバー）
10. 新宿情話（ムーディー松島・細川たかしのカバー）

## アルバム「夢ひとり」収録曲（1985年8月21日発売）
1. 夢ひとり
2. ビロードの夜
3. 冬のくちびる
4. 残侠子守唄
5. 裏町酒場
6. 人恋酒
7. おまえに惚れた
8. 真赤な太陽
9. 悲しい酒
10. 柔
11. ひばりの佐渡情話
12. 港町十三番地
13. リンゴ追分
14. 悲しき口笛